# Abschnittsbefestigung Schlossberg (Degersheim)
Die Abschnittsbefestigung Schlossberg ist vermutlich eine abgegangene frühmittelalterliche Spornburg, die sich einst auf einem 570 m ü. NHN hohen Bergsporn über dem Tal der Östlichen Rohrach und einem kleinen Trockental bei Degersheim, einem Gemeindeteil des Marktes Heidenheim im mittelfränkischen Landkreis Weißenburg-Gunzenhausen in Bayern, erhob. Heute sind von dem in der Bayerische Denkmalliste als Bodendenkmal geschützten Objekt noch ein Abschnittswall mit vorgelegtem Graben erhalten. Geschichtliche Hinweise über diese Befestigung sind nicht bekannt.

## Lage und Beschreibung
Die Wallanlage befindet sich im Hahnenkamm in südöstlicher Richtung etwa 2800 Meter entfernt von der Degersheimer Ortskirche Sankt Martin, etwa südöstlich von Rohrach und oberhalb der Fuchsmühle, am Schnittpunkt der Gemeindegrenzen von Heidenheim, Treuchtlingen und Markt Berolzheim. Die Abschnittsbefestigung befindet sich auf einem nach Süden gerichteten Bergsporn, dem sogenannten Schlossberg, einem Ausläufer des nördlich gelegenen Steinbühls. Nach Westen und nach Süden ist die Wallanlage durch steil abfallende Hänge zum Rohrachtal geschützt, nach Osten hin zu einem kleinen Trockental.
Die Befestigung wird durch einen nach außen gebogenen Abschnittswall gegen die anschließende Hochfläche gesichert. Dieser Wall hat eine Länge von etwa 105 Meter und zieht sich vom westlichen Steilhang nach Südosten. Die Breite des Walls beträgt noch zehn Meter an seiner Basis, die Höhe noch bis zu 1,50 Meter. Ihm war früher ein Graben vorgelegt, von dem sich nur noch ein kleines und stark verflachtes Stück im Norden erhalten hat, der restliche Graben ist heute verebnet, vermutlich durch Erosion.
Der frühere Zugang lag im Südosten, hier ist der Wall nach innen eingezogen und bildet so eine Torgasse am Steilhang. Zu diesem Zugang führt auch heute noch ein Weg vom Trockental hinauf.